# 艾伦·杜卡斯

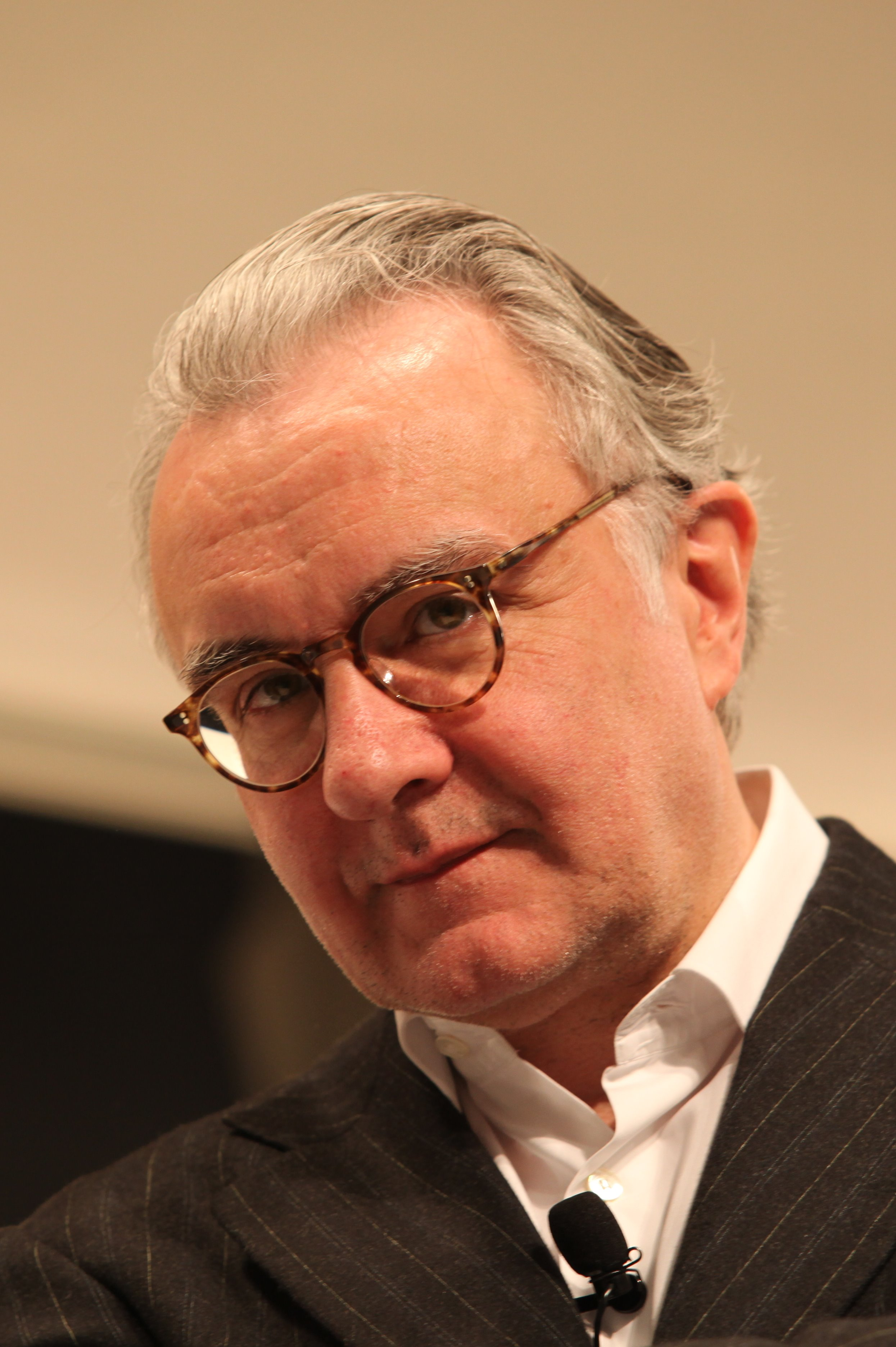
艾伦·杜卡斯

艾伦·杜卡斯（Alain Ducasse，1956年9月13日—），出生于法國西南部城市奥尔泰兹，是一位名廚。他在摩納哥開設了「路易十五」餐廳，另外也在紐約及巴黎開設了兩間餐廳。這三間餐廳現時皆獲得著名美食評鑒「米其林指南」評為「三顆星」（最高等級），合計便有九星，杜卡斯因此也被稱為「九星名廚」。
艾伦·杜卡斯在香港洲際酒店開設有Spoon by Alain Ducasse餐廳。
2018年1月，繼去年中他在香港開設巴黎海鮮餐廳首家海外分店Rech後，艾伦·杜卡斯正跟澳門新濠天地合作餐飲企劃。艾伦·杜卡斯將全情投入打造兩家新餐廳，是澳門新濠天地第三期發展重點項目、備受矚目的摩珀斯酒店。

## 外部連結
- Spoon by Alain Ducasse, 香港洲際酒店